# Concierto para violín (Elgar)

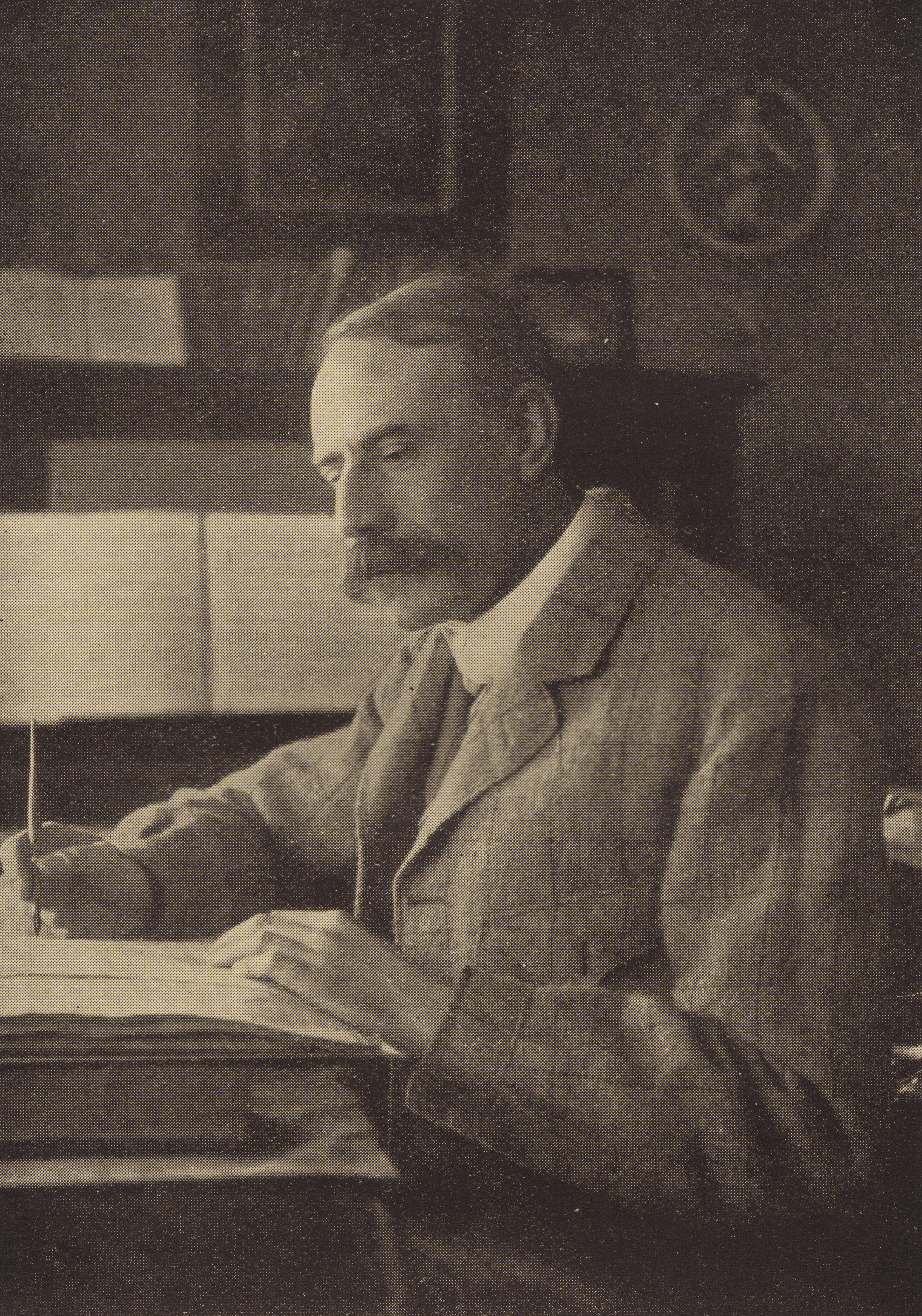
Elgar en 1913

El Concierto para violín en si menor de Edward Elgar, op. 61, es una obra concertante para violín y orquesta. Es una de las composiciones orquestales más largas de Elgar y la última de sus obras en obtener un éxito popular inmediato.
El concierto fue compuesto para el violinista Fritz Kreisler, quien lo estrenó en Londres en 1910, con la dirección del mismo compositor. Los planes de la compañía discográfica His Master's Voice para grabar el trabajo con Kreisler y Elgar fracasaron, y el compositor hizo una grabación con el jovencísimo violinista Yehudi Menuhin en 1932. La grabación fue un éxito discográfico.
Aunque la música de Elgar pasó de moda a mediados del siglo XX, y la reputación del concierto como uno de los más difíciles en el repertorio de violín creció (debido a su uso constante de dobles cuerdas, cruces de cuerdas rápidos y poco ortodoxos, y enormes, cambios rápidos de posición en el instrumento), sin embargo, continuó siendo programado y tocado por aclamados violinistas. A fines del siglo XX, cuando la música de Elgar fue insertada al repertorio general, se habían realizado más de veinte grabaciones del concierto. En 2010, se realizaron interpretaciones por el centenario del concierto en todo el mundo.

## Historia
Elgar había comenzado a trabajar en un concierto para violín en 1890, pero no quedó satisfecho con él y destruyó el manuscrito. En 1907 el violinista Fritz Kreisler, que admiraba El sueño de Geronte de Elgar, le pidió que escribiera un concierto para violín. Dos años antes, Kreisler le había dicho a un periódico inglés:
Si quieres saber a quién considero el mayor compositor vivo, te digo sin dudarlo Elgar... Digo esto no para complacer a nadie; es mi propia convicción... Lo coloco en pie de igualdad con mis ídolos, Beethoven y Brahms. Es de la misma familia aristocrática. Su invención, su orquestación, su armonía, su grandeza, es maravilloso. Y todo es música pura, sin afectaciones. Ojalá Elgar escribiera algo para violín.
La Royal Philharmonic Society de Londres encargó formalmente el concierto en 1909. Elgar, a pesar de ser violinista, pidió consejo técnico a WH "Billy" Reed, líder de la Orquesta Sinfónica de Londres, mientras escribía el concierto. Reed lo ayudó con la técnica del arco, el trabajo de los pasajes y la digitación, tocando pasajes una y otra vez hasta que Elgar estuvo satisfecho con ellos. Kreisler también hizo sugerencias, algunas para hacer que la parte solista fuera más brillante y otras para hacerla más interpretable. Antes del estreno, Reed, con Elgar tocando la parte orquestal en el piano, interpretó la obra en una fiesta privada.

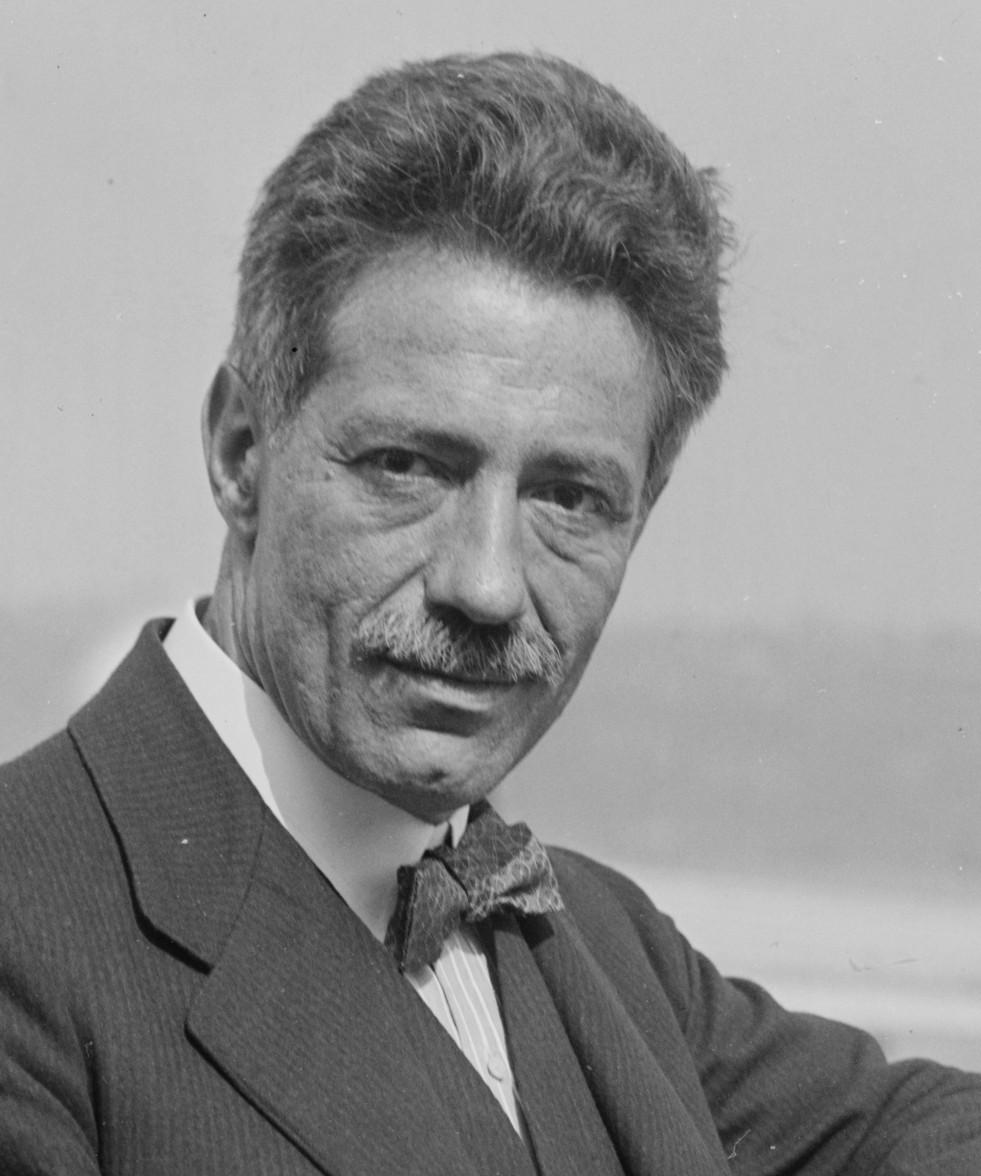
Fritz Kreisler, dedicatario del concierto

El estreno fue en un concierto de la Royal Philharmonic Society el 10 de noviembre de 1910, con Kreisler y la Orquesta Sinfónica de Londres dirigida por el compositor. Reed recordó, "el Concierto resultó ser un triunfo completo, el concierto una ocasión brillante e inolvidable". Tan grande fue el impacto del concierto que el rival de Kreisler, Eugène Ysaÿe, pasó mucho tiempo con Elgar revisando el trabajo. Hubo una gran decepción cuando las dificultades contractuales impidieron que Ysaÿe lo tocara en Londres.
El concierto fue el último gran éxito popular de Elgar. De sus obras posteriores a gran escala, ni la Segunda Sinfonía ni Falstaff ni el Concierto para violonchelo lograron la popularidad inmediata de la Primera Sinfonía o este concierto. Elgar se mantuvo particularmente encariñado a la obra. Su amigo Charles Sanford Terry recordó: "Nunca escuché a Elgar hablar de la nota personal en su música, excepto en lo que respecta al concierto, y de él lo escuché decir más de una vez: 'Me encanta'". Elgar le dijo a Ivor Atkins que le gustaría el tema nobilmente en el andante inscrito en su tumba.
Incluso en la década de 1950, cuando la música de Elgar no estaba de moda, el concierto aparecía con frecuencia en los programas de conciertos. A finales del siglo XX, cuando la música de Elgar volvió a estar en el repertorio general, había más de 20 grabaciones de gramófono del concierto. En 2010, año del centenario de la obra, el violinista Nikolaj Znaider inició una serie de interpretaciones en escenarios como Viena, Londres y Nueva York, con la Filarmónica de Viena, la Orquesta Sinfónica de Londres, la  Orquesta Filarmónica de Nueva York, y los directores Valery Gergiev y Sir Colin Davis. También en 2010, Philippe Graffin tocó en el Festival de los Tres Coros utilizando el manuscrito original de Elgar, y Znaider, Thomas Zehetmair y Tasmin Little realizaron nuevas grabaciones.

## Inscripción enigmática

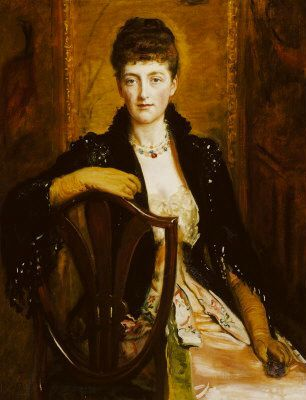
Alice Stuart-Wortley, "Windflower" de Elgar, una de varias mujeres conjeturadas como musa del compositor.

El concierto está dedicado a Kreisler, pero la partitura también lleva la inscripción en español, "Aquí está encerrada el alma de .....", cita de la novela Gil Blas de Alain-René Lesage. Los cinco puntos son uno de los enigmas de Elgar, y se han propuesto varios nombres para que coincidan con la inscripción. Se ha especulado ampliamente que alude a Alice Stuart-Wortley, hija del pintor John Everett Millais. Ella era la querida amiga de Elgar a quien él apodaba "Windflower", y su amor por ella y su inspiración para él son bien conocidos. No hay pruebas definitivas que la vinculen con la inscripción del concierto, aunque Elgar apodó varios de los temas "Windflower", y en sus cartas a ella se refirió a la obra como "nuestro concierto".
 

Otra posible inspiración para el concierto fue el primer amor de Elgar, Helen Weaver, con quien estuvo brevemente comprometido en la década de 1880. Dora Powell ("Dorabella" de Enigma Variations ) sugirió una tercera posible candidata, la amiga estadounidense de Elgar, Julia "Pippa" Worthington: Powell recordó una ocasión en la casa de los Elgar, Plâs Gwyn, cuando estaba mirando una copia de la partitura del concierto:
Llegué junto a la cita en español... los cinco puntos me llamaron la atención y de inmediato me vino a la mente un nombre. La Dama [es decir Alice Elgar] vino y se paró a mi lado, vio lo que estaba mirando y tradujo la frase en español: "Aquí está consagrada el alma de. . ." Luego pasó a completar el nombre, el de un amigo personal... Sra. Julia H. Worthington, una amiga estadounidense encantadora y amable. Los amigos íntimos la conocían por otro nombre, también de cinco letras, y no puedo decir con certeza si el compositor tenía en mente este nombre o su primer nombre de pila. Tampoco importa esto; el espacio ahora está lleno.

El biógrafo de Elgar, Jerrold Northrop Moore, sugiere que la inscripción no se refiere a una sola persona, sino que en cada movimiento del concierto hay una inspiración viva y un fantasma: Alice Stuart-Wortley y Helen Weaver en el primer movimiento; la esposa de Elgar y su madre en el segundo; y en el final, Billy Reed y August Jaeger ("Nimrod" de Enigma Variations ).

## Orquestación
El concierto para violín de Elgar está escrito para violín solo, dos flautas, dos oboes, dos clarinetes en la, dos fagotes, contrafagot (ad lib), cuatro trompas en fa, dos trompetas en la, tres trombones, tuba (ad lib), 3 timbales y cuerdas.

## Análisis musical
Elgar dijo del Concierto para violín: "¡Es bueno! ¡Terriblemente emocional! Demasiado emotivo, pero me encanta". Como la gran mayoría de los conciertos para violín anteriores, el de Elgar tiene tres movimientos. El biógrafo de Elgar, Michael Kennedy, sugiere que estructuralmente el concierto sigue el modelo de los de Brahms y quizás de Bruch. Es a una escala muy grande para un concierto, por lo general tarda entre 45 y 55 minutos en ejecutarse.

### I. Alegro
El primer movimiento, en forma de sonata tradicional, comienza con una larga exposición orquestal de los temas. Se presentan seis temas relacionados, que abarcan varias tonalidades, después de lo cual se repite el primer tema, primero por la orquesta y luego por el violín solista. Kennedy describe este pasaje como "una de las entradas más efectivas e inquietantes del instrumento solista que se puede encontrar en cualquier concierto". La línea solista repite y elabora los cinco temas, particularmente el segundo tema que ha aparecido brevemente en la sección orquestal de apertura y se transforma en la parte solista en el tema "Windflower", "de una belleza poética excepcional incluso para Elgar." El movimiento sigue el patrón clásico de desarrollo y recapitulación, en el que "la interacción entre el violinista y la orquesta tiene una escala heroica", y termina con una floritura orquestal.

### II. Andante
El segundo movimiento, en tonalidad de si bemol, tiene un preludio orquestal más corto y es en su mayoría tranquilo y melodioso, pero se eleva a un clímax apasionado. Kennedy lo llama "una demostración de elocuencia sostenida y noble."

### III. Allegro molto
El último movimiento comienza con un pasaje de violín tranquilo pero extenuante, acompañado por la orquesta, con muchas cuerdas dobles y arpegios rápidos; se recuerdan temas del primer y segundo movimiento y luego, como el movimiento parece dirigirse a un final convencional, hay una cadencia acompañada inesperada y poco convencional en la que la orquesta apoya el solo con un efecto de pizzicato tremolando. Esta cadencia, aunque exigente de interpretar, no es la obra maestra de virtuosismo habitual: es el clímax emocional y estructural de toda la obra. Los temas anteriores en la obra, incluido el tema "Windflower", se reafirman y, finalmente, el concierto termina con un característico resplandor de sonido orquestal.

## Grabaciones
La primera grabación del concierto fue una versión truncada realizada por Gramophone Company bajo el sello HMV en diciembre de 1916, utilizando el proceso acústico, cuyas limitaciones técnicas requirieron una drástica reorganización de la partitura. Había dos discos de 12 pulgadas: D79-80. La solista fue Marie Hall, y la orquesta sin nombre fue dirigida por el compositor. La grabación eléctrica, introducida en la década de 1920, brindó un rango dinámico y un realismo muy mejorados, y las dos principales compañías discográficas inglesas, Columbia y HMV, realizaron grabaciones del concierto que permanece en el catálogo.
La primera grabación completa fue realizada en 1929 para Columbia por Albert Sammons con la New Queen's Hall Orchestra dirigida por Sir Henry Wood. HMV esperaba grabar el trabajo con Kreisler, pero resultó esquivo (creyendo que Elgar era un mal director de orquesta) y el productor de HMV, Fred Gaisberg, recurrió al joven Yehudi Menuhin. La grabación se realizó en Abbey Road Studio 1 de EMI en junio de 1932 y se ha mantenido impresa en LP de 78 rpm y CD desde entonces. Estas dos grabaciones tipifican los dos enfoques contrastantes de la obra que han existido desde entonces: Sammons y Wood, en una interpretación enérgica, tardan poco más de 43 minutos en tocar la obra; Menuhin y Elgar, en una lectura más abiertamente expresiva, toman casi 50 minutos. Otras grabaciones de la era monoaural incluyen las de Jascha Heifetz (1949) y Alfredo Campoli (1954). Ambas interpretaciones siguen la tradición de Sammons/Wood y duran, respectivamente, aproximadamente 42 y 45 minutos.
Muchas grabaciones estéreo modernas favorecen el enfoque más lento de Menuhin y Elgar. El mismo Menuhin en su nueva versión estéreo en 1965 fue un poco más rápido (poco menos de 48 minutos) que en 1932, pero Pinchas Zukerman en sus dos versiones de estudio tomó un poco más de 50 minutos en su primera grabación y un poco menos de 49 en su segunda. Ambas grabaciones de Nigel Kennedy se reproducen durante casi 54 minutos. La de Itzhak Perlman es un poco más rápida, con poco más de 47 minutos; y la de Dong-Suk Kang dura menos de 45 minutos. La versión más lenta grabada es con Ida Haendel y Sir Adrian Boult dirigiendo la Orquesta Filarmónica de Londres, con una duración de más de 55 minutos. Una grabación publicada en 2006 utilizó un texto basado en la partitura del manuscrito de Elgar en lugar de la versión publicada. Al revisar el CD en junio de 2006, el crítico de Gramophone Edward Greenfield observó: "... las diferencias son muy pequeñas... Tengo que confesar que si no me lo hubieran dicho, podría haber apreciado solo dos de ellos."
El artículo de BBC Radio 3 "Building a Library" ha presentado reseñas comparativas de todas las versiones disponibles del concierto en dos ocasiones. The Penguin Guide to Recorded Classical Music, 2008, tiene tres páginas de reseñas de grabaciones de la obra. Las versiones recomendadas tanto por la BBC como por The Penguin Guide son las de Menuhin (1932) y Sammons (1929).